# David Soslan de Géorgie
David Soslan (en géorgien : დავით სოსლანი ; aussi connu sous le nom de Soslan David ou uniquement David) est un prince alain et un roi consort de Géorgie en tant que second époux de la reine Tamar la Grande avec qui il se marie vers 1189. Il est surtout connu pour ses exploits militaires face aux voisins musulmans des Géorgiens.

## Origines

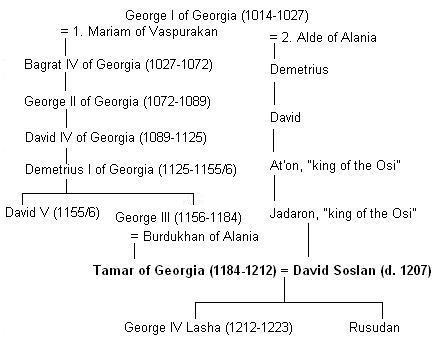
Généalogie de David Soslan selon Vakhouchti Bagration.

David Soslan est un membre de la famille royale d'Alanie (Ovseti ou Oseti dans les sources géorgiennes, d'où le nom actuel d'Ossétie), un royaume chrétien orthodoxe du nord du Caucase dont les rois s'allièrent à maintes reprises avec les Bagrations, la famille régnante géorgienne, grâce aux mariages. 
Une chronique sur le sujet, datant du règne de Georges IV Lasha (fils de Tamar de Géorgie et de David Soslan ; roi de Géorgie en 1212-1223) mentionne David Soslan comme un descendant des Bagrations géorgiens. Au XVIIIe siècle, le prince Vakhouchti Bagration, descendant de David Soslan, développe cette information. Il considère Soslan comme le descendant du roi de Géorgie Georges Ier Bagration (roi en 1014-1027) et de son épouse alane Alde par leur fils, Démétrius, qui usurpe le trône à deux reprises sous le règne de son demi-frère Bagrat IV. Le fils de Démétrius, David, est exilé par ce même Bagrat IV en Alan-Ossétie et épouse la fille d'un roi alain. Ses descendants (David II, Athom et Djadaron) deviennent ainsi « rois des Osi [Osi=Alains] ». Ce Djadaron est dit alors père de Soslan. Mais tandis que cette version est considérée comme crédible par certains historiens géorgiens, la question des origines dynastiques de David Soslan reste sujette à controverses.
Un intéressant passage du livre Histoires et Euloges des Souverains, œuvre anonyme du XIIIe siècle, relate que David était sous le patronage de la tante paternelle de Tamar de Géorgie, Rousoudan, et était un des descendants (ძენი, littéralement « fils [au pluriel] ») d'Ephraïm, « le meilleur et le plus fort à la bataille », qui était probablement osse. Le philologue géorgien Korneli Kekélidzé (1879-1962) suggère que la famille de David Soslan — les Éphraïmides — prétendait descendre du patriarche Éphraïm, fils de Joseph, et ancêtre de la tribu d'Éphraïm, et compare par la suite cette théorie avec la légende qui fait des Bagratides, ancêtres des Bagrations, les descendants des rois David et Salomon, rois des Hébreux.
En 1946, l'archéologue nord-ossète Eugénie Pchelina annonce que, durant les fouilles de la chapelle de Nouzal, dans la gorge de l'Ardon, en Ossétie-du-Nord-Alanie, elle a découvert une tombe qu'elle dit appartenir à David Soslan, qu'elle identifie avec un certain Soslan, mentionné dans les inscriptions écrites en asomtavruli de la chapelle de Nouzal. Elle suggère que David Soslan faisait partie de la famille Tsarazon, un clan héroïque de Nouzal, principalement connu dans le folklore ossète. Toutefois, la majorité des Géorgiens ne croient pas en la version de Pchelina et considèrent sa conclusion comme trop rapide (le prénom « Soslan » était un prénom très répandu en Ossétie à l'époque).

## Consort de Géorgie
À cette époque, en Géorgie, Tamar la Grande, qui est reine de Géorgie depuis la mort de son père en 1184, a épousé le prince rus' de Vladimir Iouri Bogolioubski, fils d'André Ier Bogolioubski. Toutefois, selon l'historien Nodar Assatiani, Yuri (qui a changé son nom en Georges) est un « adepte de la sodomie » et est renvoyé en Russie en 1188. Alors, les nobles géorgiens partent à la recherche d'un nouveau mari pour la reine afin que celle-ci donne naissance à un futur héritier. Le sort tombe sur Soslan d'Ossétie, qui est (seule chose que l'on peut affirmer avec certitude) issu d'une famille alane noble. Le mariage est célébré la même année au palais royal de Didoube, près de Tbilissi. Le chroniqueur arménien Mkhitar Goch écrit dans son Ishatarakan (Faits mémorables) que la reine Tamar a épousé un alain, de la famille de sa mère (Bourdoukhan, la mère de Tamar, est la fille d'un roi d'Alanie et peut-être la tante de David Soslan), nommé Soslan et qui est rebaptisé sous le nom de David une fois monté sur le trône.
Peu après le mariage, en 1193, David Soslan est officiellement associé au trône de Géorgie et couronné roi en la cathédrale de Svétitskhovéli. Le statut de David Soslan (Consort du royaume), aussi bien que sa présence dans l'art, sur des chartes, et sur des pièces de monnaie, a été strictement dicté par la nécessité des aspects masculins du royaume, mais il est resté un gouverneur subalterne qui a partagé le trône avec Tamar et n'a eu aucune autorité indépendante, sa puissance étant dérivée de sa conjointe régnante.
David soutient énergiquement la politique d'extension de son épouse et est largement responsable des succès militaires de la Géorgie à l'époque. Toutes les sources médiévales de l'époque sont claires et rapportent sa bravoure, ses talents militaires, sa valeur et sa dévotion pour la reine Tamar. Dans les années 1190, David Soslan mène les Géorgiens victorieusement lors des raids contre Barda, Erzurum, Gegharkunik, Beylagan et Gandja. Ses victoires contre les Ildenizides d'Azerbaïdjan à Shamkor (1195) et les Seldjoukides de Roum à Bassian (1203) sécurisent la position des Géorgiens dans les parties orientales et occidentales du Caucase. David Soslan meurt quelque temps plus tard, vers 1207.

## Famille
David Soslan a épousé la reine Tamar de Géorgie en 1193. Ils ont eu deux enfants qui deviennent chacun monarques de Géorgie :
- Lasha-Guiorgui, roi de Géorgie sous le nom de Georges IV ;
- Rousoudan, reine sous le nom de Rousoudan Ire.

## Sources
- Cyrille Toumanoff, Les dynasties de la Caucasie chrétienne de l'Antiquité jusqu'au XIXe siècle : Tables généalogiques et chronologiques, Rome, 1990, p. 136-137.
- Nodar Assatiani et Alexandre Bendianachvili, Histoire de la Géorgie, Paris, l'Harmattan, 1997, 335 p. [détail des éditions] (ISBN 2-7384-6186-7, présentation en ligne).